# ニジェール・デルタ解放運動
ニジェール・デルタ解放運動（ニジェール・デルタかいほううんどう、英: Movement for the Emancipation of the Niger Delta、略称MEND）は、ナイジェリア南部のニジェール・デルタ一帯の分離独立を主張する反政府武装組織。

## 背景
ニジェール川の河口付近に広がるニジェール・デルタ地域は、マングローブが生い茂る土地であったが、世界屈指の石油埋蔵量が確認された1960年代以降、世界各国の企業が競うように油田開発に乗り出している。一方、デルタ地域に居住する住民の多くは、ナイジェリア政府の施策から取り残されるように貧困にあえいでおり、古くから反政府勢力が結成される土壌が形成されてきた。
2000年代に入ると、反政府勢力の矛先はナイジェリア政府だけではなく、石油を掘削（彼らにとっては収奪）する外国資本（石油メジャーなど）にも向けられた。彼らが脅迫や誘拐に対して金銭で応じることが知れ渡ると、単なる金銭目的の組織も加わり、無数の武装勢力が結成されるに至った。その中でも、ニジェール・デルタ解放運動は、最大規模を誇るようになり活発なテロ活動を展開するに至った。　

## 主な活動
2006年頃より、小火器を用いて少人数で石油関係施設（大は海上油田基地、小はガソリンスタンド）を襲撃した上で破壊、頻繁に外国人を誘拐するようになった。解放に際しての要求は、政府による拘束者の解放と石油利益の地元還元であるが、前者については目的は達成されず、後者については非公開の交渉過程により内容は明らかにされていない。戦闘員は数百人程度と考えられているが、度重なる誘拐による身代金の奪取により、資金は潤沢とされている。ナイジェリア国内では2006年だけでも、ロイヤル・ダッチ・シェルの子会社や大宇建設（大宇建設社員拉致事件参照）の社員らをはじめとして70人以上が誘拐されており、少なからずニジェール・デルタ解放運動が直接、間接的に関与しているとされる。

## 世界的な影響力
2006年に入ると、石油生産施設への攻撃を予告し、しばしば原油先物市場（WTI先物）に混乱を生じさせてきたが、同年10月4日、ニジェール・デルタ解放運動が石油施設へ本格的な攻撃を行ったこと、また2007年5月8日にはパイプライン輸送路を3本破壊したことがきっかけで原油先物が一時的に高騰。原油価格への悪影響を招く存在として注目を浴びる存在となった。